# Jean-François Millet (siglo XVII)

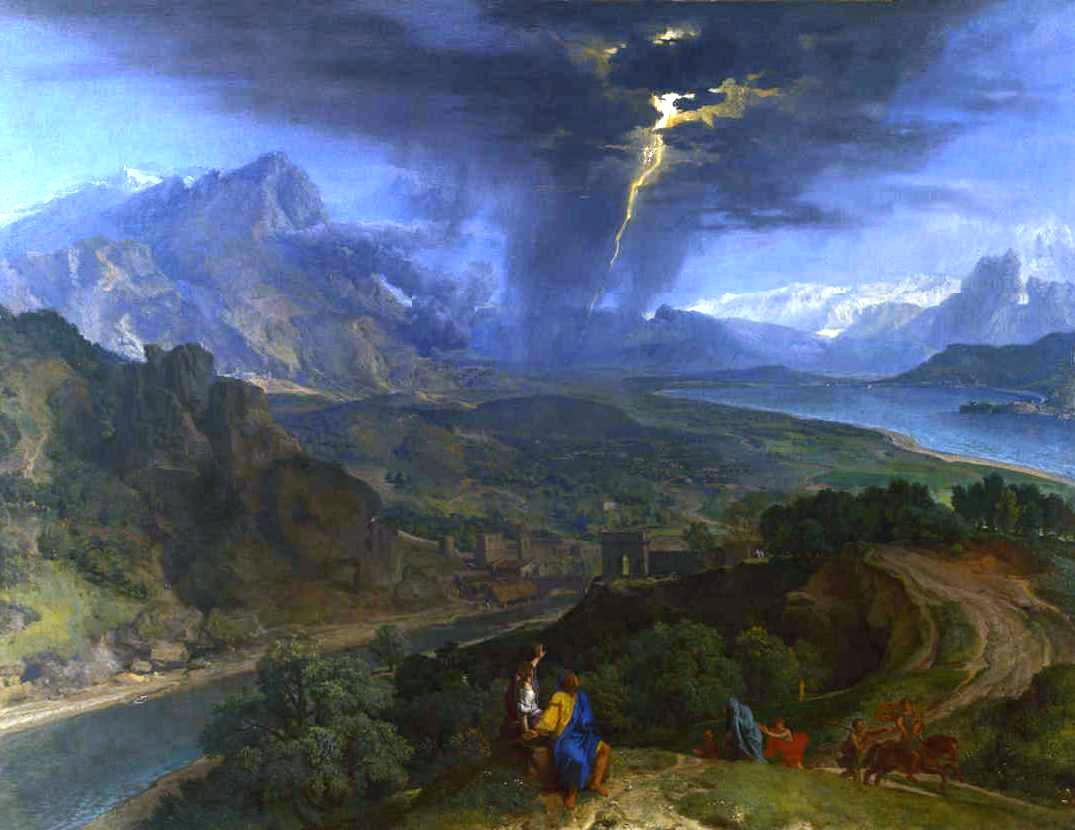
Paisaje montañoso con relámpagos (1675, National Gallery de Londres).

Jean-François Millet, también conocido como Francisque Millet (Amberes, 27 de abril de 1642 - París, 3 de junio de 1679) fue un pintor flamenco.
Después de viajar por Holanda e Inglaterra, se estableció en París. La atribución de sus obras es dudosa, ya que no se encuentran firmadas, pero se suelen atribuir a partir de grabados anteriores de su mano. Recibió la influencia de artistas como Nicolas Poussin, Claude Lorrain, Gaspard Dughet y Salvator Rosa, generalmente en paisajes de tono pintoresco. Una de sus obras más famosas es Paisaje montañoso con relámpagos (1675, National Gallery de Londres).
Su hijo Jean (1666-1723) y su nieto Joseph (1697-1777) también fueron pintores.